# Castillo del Piló
El Castillo del Piló se encuentra en la cumbre de un cerro rocoso cerca de Albalat de Taronchers, en Valencia (España). Actualmente se encuentra en ruinas, sin embargo, aún se distinguen parte de lo que debieron ser las torres defensivas, varios elementos derruidos de sus murallas y otros restos de construcciones auxiliares.
En 1238, Jaime I de Aragón donó la población de Albalat y su castillo al abad de Fuentclara. Más tarde pasaría a manos de Raimundo de Toris, quien lo vendería en 1379 al matrimonio Jofré de Blanes y Caterina de Bonastre que lo añadirían a las posesiones que formaban la baronía de Segart. Juan Castellsens de Villarrasa lo compraría en 1482 y años más tarde pasaría de nuevo a pertenecer a la corona.

## Galería de imágenes

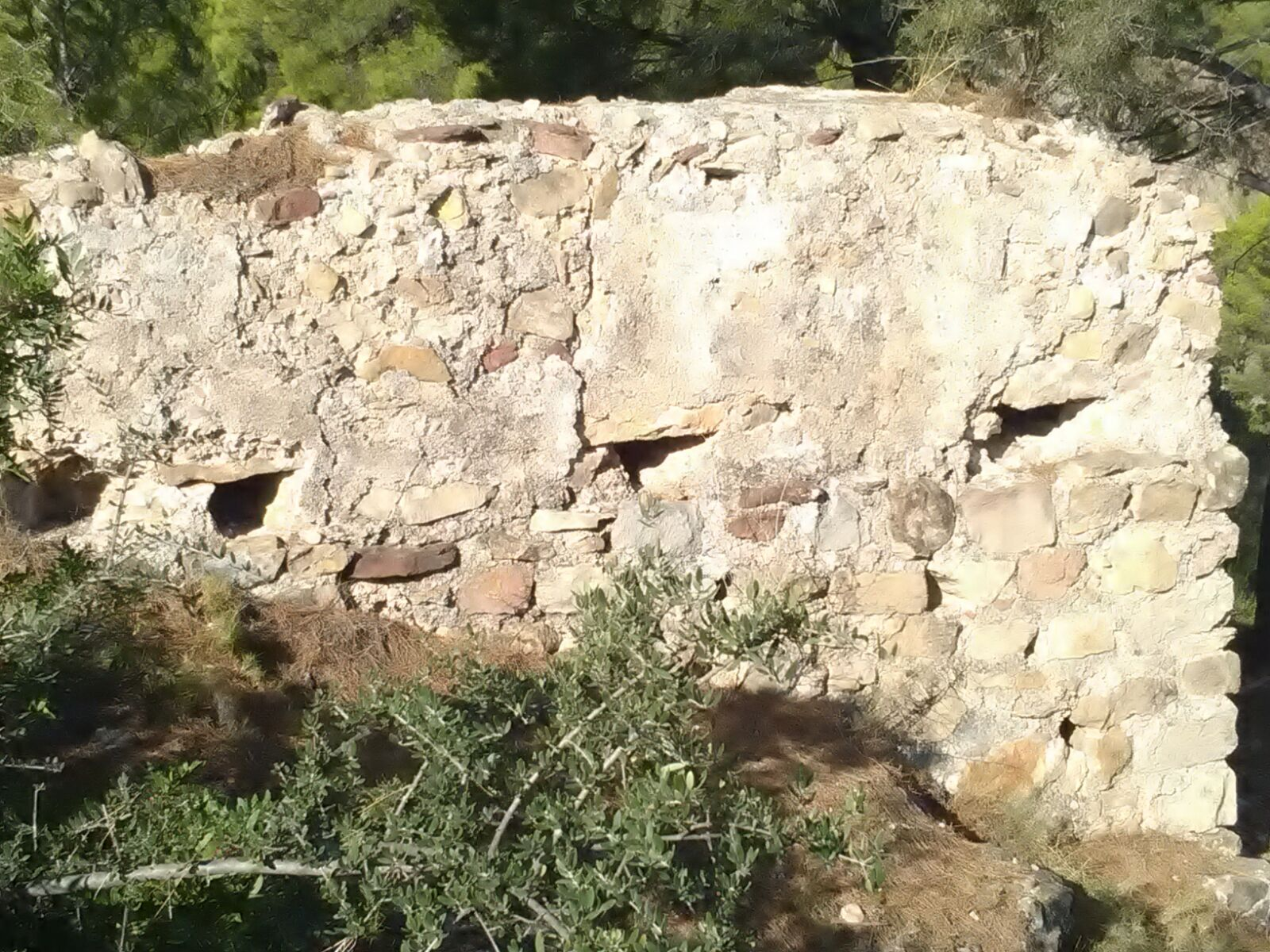
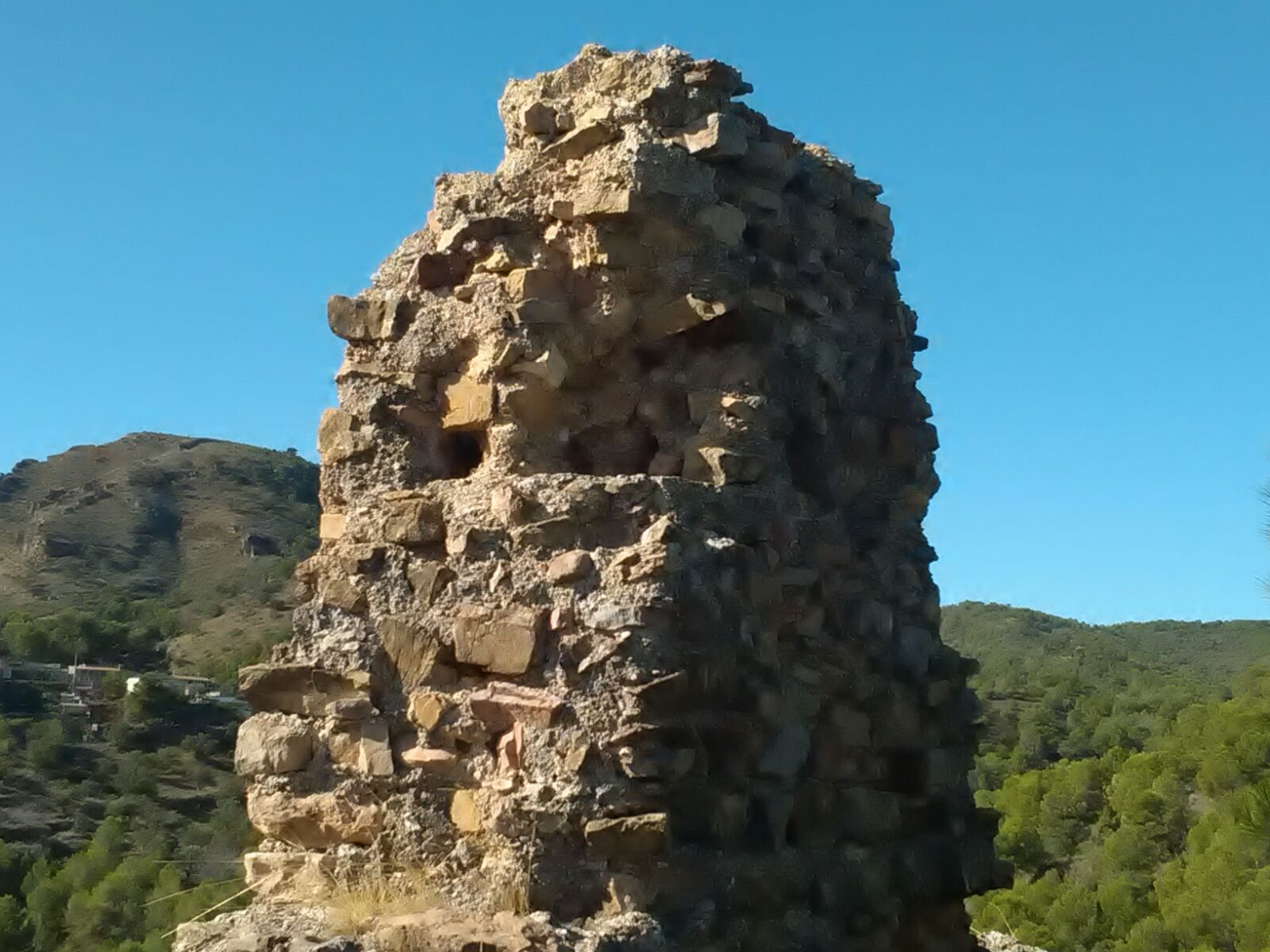
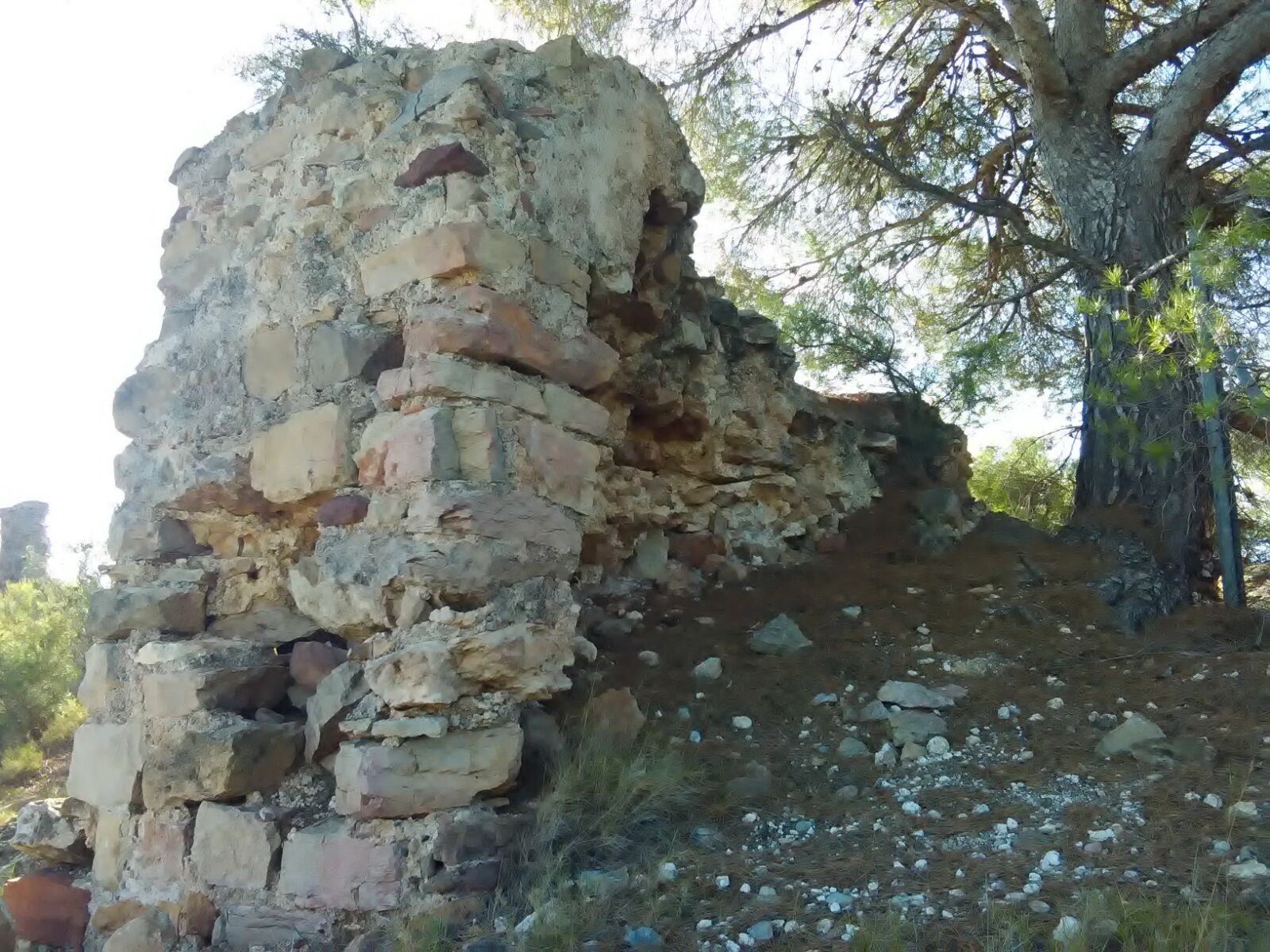
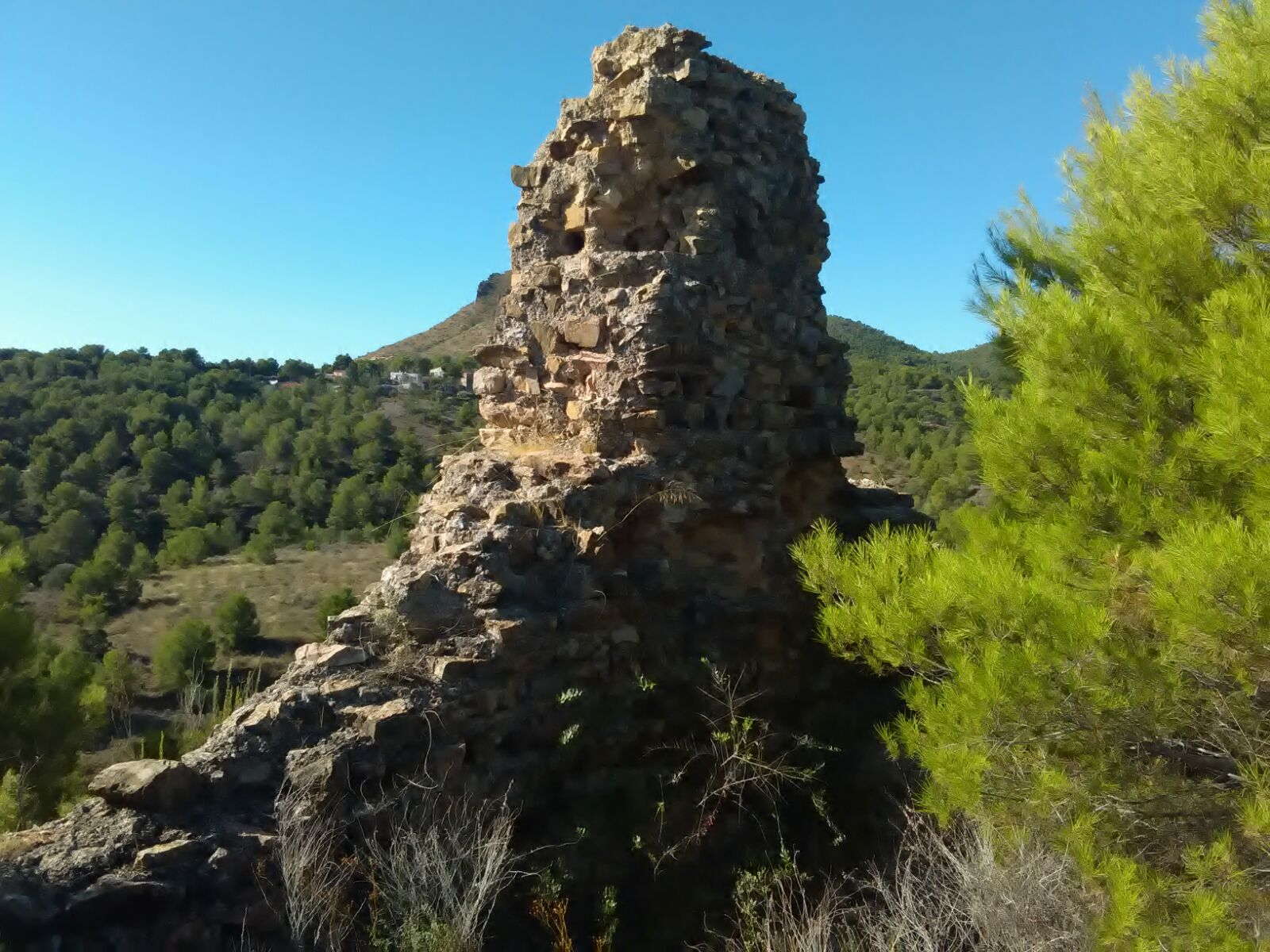
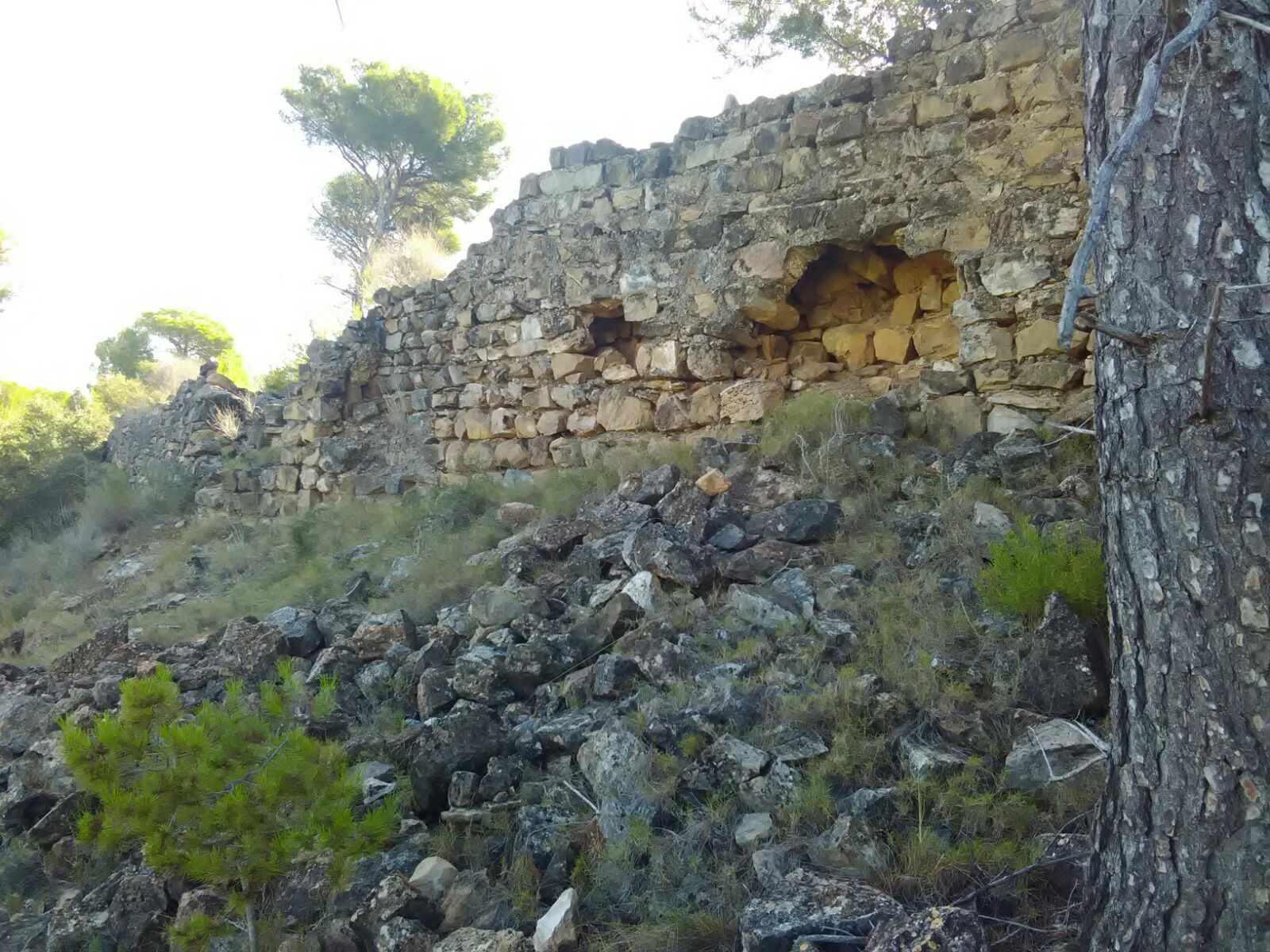
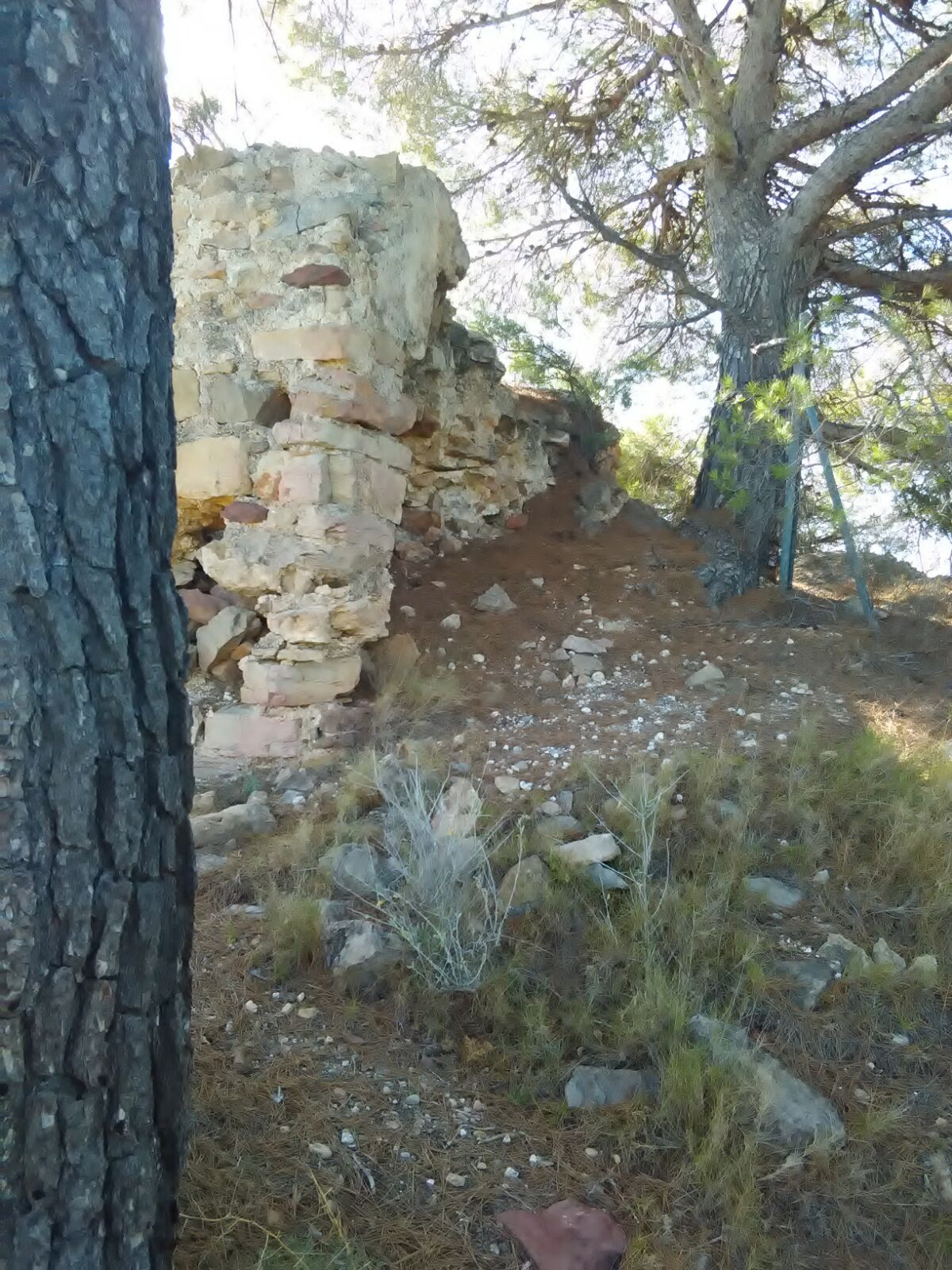